# Ernst Deger
Ernst Deger, né le 15 avril 1809 à Bockenem et mort le 27 janvier 1885 à Düsseldorf, est un peintre prussien.

## Biographie
Ernst Deger étudie en 1828 à l'université des arts de Berlin puis l'année suivante à l'académie des beaux-arts de Düsseldorf auprès de Wilhelm von Schadow. En 1837, il crée un retable pour l'église Saint-André de Düsseldorf (en) figurant la Vierge Marie ; le tableau devient l'une des images religieuses les plus populaires de l'école de Düsseldorf.
De 1837 à 1842, il vit en Italie. À son retour, il peint jusqu'en 1851 sur une commande de François-Egon de Fürstenberg-Stammheim avec Karl Müller, Andreas Müller et Franz Ittenbach des fresques sur l'histoire du Christ dans l'église Saint-Apollinaire de Remagen.
De 1853 à 1857, à la demande de Frédéric-Guillaume IV de Prusse, il compose les fresques de la chapelle du château de Stolzenfels. Peter Joseph Molitor (de) est son assistant.
En 1869, il est nommé professeur de la peinture historique religieuse à l'académie des beaux-arts de Düsseldorf. Il a parmi ses élèves Friedrich Stummel (de).